# Liste der Flughäfen in Gabun
Die Liste der Flughäfen in Gabun zeigt die zivilen Flughäfen des afrikanischen Staates Gabun, geordnet nach Orten.
| Ort          | ICAO-Code | IATA-Code | Name des Flughafens            |
| ------------ | --------- | --------- | ------------------------------ |
| Akiéni       | FOGA      | AKE       | Flughafen Akiéni               |
| Alowe        | FOGW      | AWE       | Flughafen Alowe                |
| Amvémé       |           |           | Flughafen Amvémé               |
| Bitam        | FOOB      | BMM       | Flughafen Bitam                |
| Bongo        |           | BGP       | Flughafen Bongo                |
| Booué        | FOGB      | BGB       | Flughafen Booué                |
| Fougamou     | FOGF      | FOU       | Flughafen Fougamou             |
| Franceville  | FOON      | MVB       | Flughafen Franceville          |
| Gamba        | FOGX      | GAX       | Flughafen Gamba                |
| Iguéla       | FOOI      | IGE       | Flughafen Tchongorove          |
| Koulamoutou  | FOGK      | KOU       | Flughafen Koulamoutou          |
| Lambaréné    | FOGR      | LBQ       | Flughafen Lambaréné            |
| Lastourville | FOOR      | LTL       | Flughafen Lastourville         |
| Lékoni       |           | LEO       | Flughafen Lékoni               |
| Libreville   | FOOL      | LBV       | Flughafen Libreville Leon M'ba |
| Makokou      | FOOK      | MKU       | Flughafen Makokou              |
| Mayumba      | FOOY      | MYB       | Flughafen Mayumba              |
| Mbigou       | FOGG      | MBC       | Flughafen Mbigou               |
| Mékambo      | FOOE      | MKB       | Flughafen Mékambo              |
| Minvoul      | FOGV      | MVX       | Flughafen Minvoul              |
| Moabi        | FOGI      | MGX       | Flughafen Moabi                |
| Moanda       | FOOD      | MFF       | Flughafen Moanda               |
| Mouila       | FOGM      | MJL       | Flughafen Mouila               |
| Ndendé       | FOGE      | KDN       | Flughafen Ndendé               |
| Ndjolé       | FOGJ      | KDJ       | Flughafen Ndjolé Ville         |
| Okondja      | FOGQ      | OKN       | Flughafen Okondja              |
| Omboué       | FOOH      | OMB       | Flughafen Omboué               |
| Oyem         | FOGO      | OYE       | Flughafen Oyem                 |
| Port-Gentil  | FOOG      | POG       | Flughafen Port-Gentil          |
| Sette Cama   | FOOS      | ZKM       | Flughafen Sette Cama           |
| Tchibanga    | FOOT      | TCH       | Flughafen Tchibanga            |